# Corbère
Corbère en francés y oficialmente (Corbera del Castell en catalán) es una localidad y comuna francesa, situada en el departamento de Pirineos Orientales, región de Occitania y comarca histórica del Rosellón.
Sus habitantes reciben el gentilicio de Corbériens en francés y Corberenc, Corberenca en catalán.

## Geografía

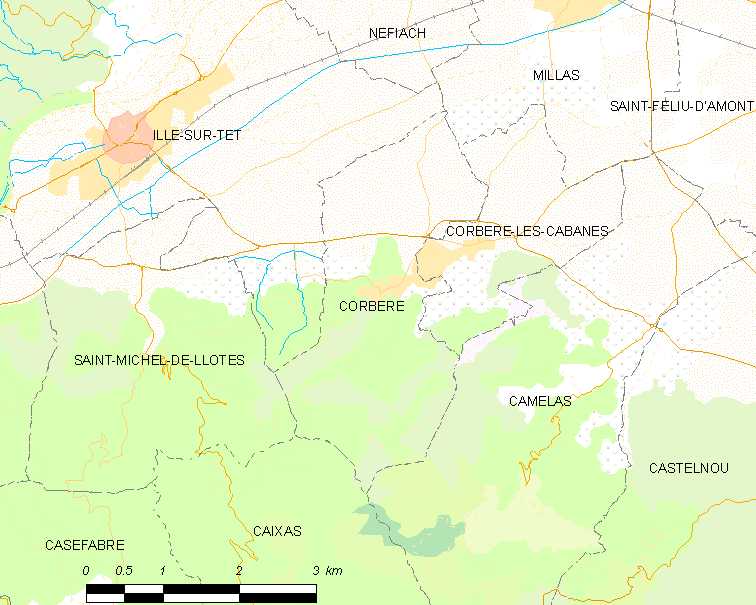
Situación de Corbère

## Demografía
| 435 | 471 | 421 | 420 | 442 | 543 |
| Para los censos de 1962 a 1999 la población legal corresponde a la población sin duplicidades (Fuente: INSEE [Consultar]) |     |     |     |     |     |